# يو إف سي ليلة القتال: لويس ضد عبد الرحيموف
يو إف سي ليلة القتال: لويس ضد عبد الرحيموف (بالإنجليزية: UFC Fight Night: Lewis vs. Abdurakhimov)‏ هو حدث لفنون القتال المختلطة نظمته يو إف سي، أُقيم في 9 ديسمبر 2016، على إم في بي أرينا في ألباني، نيويورك، الولايات المتحدة.